# Трайково
Тра̀йково е село в Северозападна България. То се намира в община Лом, област Монтана. Преименувано на Трайково през 1950 г и съставено от двете села Криводол и Ключова махала. Селото има богата история, която е останала от далечни времена. Много хора са жертвали живота си за свободата на селото. Също много хора са участвали в ПСВ и във втората световна война, някои от тях за живи и до днес, отличени с редица медали!

## География
Трайково се намира на източния бряг на река Лом (река), на пет километра от гр. Лом. Въпреки че около селото района е равнинен, самото село се намира в район с възвишения.
```
Село Трайково притежава прекрасна природа, която прави селото едно от най-хубавите в областта. Селото е оградено от чудни хълмове, осеяни с тучни пасища, които спомагат за развитието на овцевъдството(млечна и месна насоченост)и говедовъдството(главно с млечна насоченост). Минава и река (риболовна насоченост). Селското стопанство е добре изразено-отглеждат се лозя, царевица, пшеница, овес, ечемик, слънчоглед и арпаджик. Почвите са разнообразни:черноземни, които са по-малко богати на хумус;смолници и алувиално-ливадни(в долината на р. Лом). Отглеждат се лозови масиви(до ЖП спирката)и зеленчукови градини-домати, зеле, краставици, чушки и др.
```

## История
В миналото са били две села: Криводол и Кючова махала (от славянски кюч – извор)(от турски кюч – сила, сусам), които са обединени в Трайково, носещо името на Трайко Попов. В така наречената „Кючова махала“ има много извори. Историческото минало на с. Трайково е потънало в черно владичество, в което са живеели нашите прадеди през турско време. От задълбоченото изучаване от Симеон Дамянов на ломския край, в резултат на което бе издадено от същия, история на ломския край през Възраждането, се хвърля обилно светлина върху събитията, развили се през последните десетилетия преди освобождението от османска власт. Както и разкри някои документи, ясно говорещи за съществуването в далечни времена на някои селища. Такъв документ Симеон Дамянов е взел от турски извори за българска история, което е поместил в историята на ломския край през Възраждането, от които се вижда, че 1454 г. Криводол, сега Трайково се е състояло от 97 домакинства и по това време владеено от Ерми Бейи и е плащал следните данъци:за риболов 100 акчета/100/ върху солта-505, испенч-2786, десетък-12 024, и др. данъци,14 810 или общо 30 270 акчета. Село Василовци през това време се е състояло от три къщи, с. Влашка махала се състояло от седем къщи и е плащало данък 500 акчета, с. Войници е плащало данъци 200 акчета, Черни връх е имало една къща и е плащало данък 200 акчета. Фактът, че преди повече от 5 века Криводол е броел 97 къщи, говори убедително, че то съществувало много векове преди това и вероятно е участвал в предвиждането от Ивайло на много селски въстания 1277 г.-1280 г. От големия брой на данъците можем да съдим, че селото е било богато и платежоспособно. По време на Чипровското въстание 1688 г. жителите му са се разбягали на различни посоки, след примирието са се завръщали обратно. Кооперацията в Трайково е учредена официално от видния гражданин на селото Камен Ламбов, това става около 20-те години на 20 век. К. Ламбов не е забравен и до днес от селото, като кооперацията там е кръстена именно на него. През 70-сте години на 20 век, в долния център на селото бяха направени археологически разкопки на некропол/праисторическо гробище/, и след радиоактивен анализ на намерените кости, същите бяха датирани от около 4500 години, което прави населеното място едно от най-старите в пределите на България. Над Ключова махала се намират няколко тракийски могили. На отсрещния бряг на реката се намира местността Камиларника, която носи името си от място където са пренощували керваните с камили на път от югоизток към северозапад в Османската империя.   

## Културни и природни забележителности
В селото има няколко паметника на загиналите в борбата срещу фашизма.
Казва се „Ключова махала“ името си носи от турчин който е живял по онова време и се е казвал „Ключлу Углу“

## Редовни събития
Земляческа среща събор се състои в първата събота и неделя на септември.'
1. ↑  www.grao.bg